# Expressen
Expressen (en español: Expreso) es un tabloide sueco, que fue fundado en 1944 y pertenece al grupo sueco Bonnier. El diario se autodefine como independiente liberal, presenta una línea editorial cercana al centroderecha y se engloba dentro de la prensa sensacionalista.
Aunque se distribuye bajo el nombre de Expressen en la mayor parte del país, el diario cuenta con ediciones locales para Malmö (Kvällsposten) y Gotemburgo (Göteborgs-Tidningen). Es el segundo diario más leído de Suecia, por detrás de Aftonbladet.

## Historia

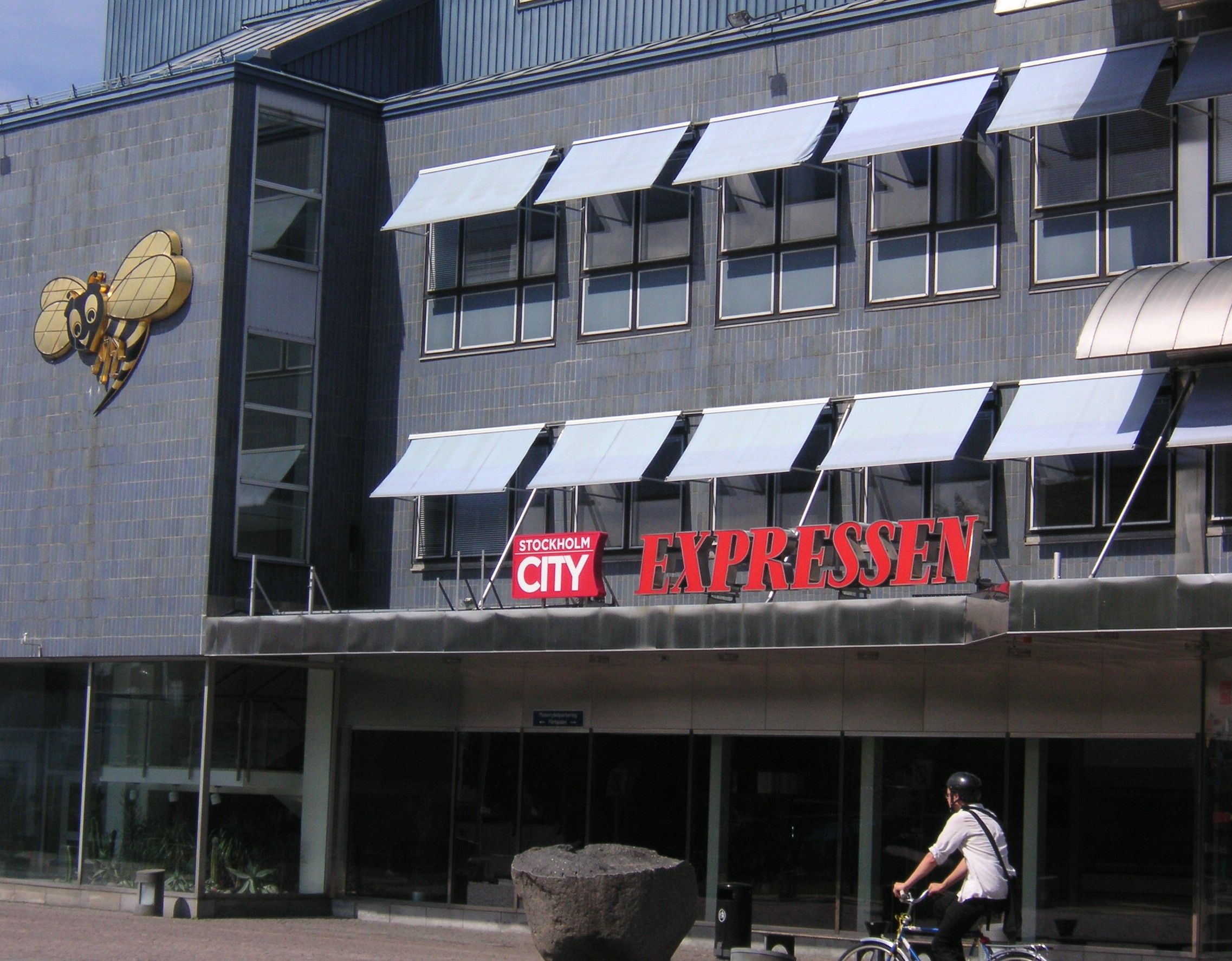
Sede del diario Expressen, situada en Estocolmo.

El diario se fundó en 1944 de la mano de Albert Bonnier Jr, Ivar Harrie y Carl-Adam Nycop, y en sus primeros años se mostró como un tabloide crítico con el nazismo y la posición de neutralidad adoptada por Suecia en la Segunda Guerra Mundial. En su primera edición, publicada el 16 de noviembre de 1944, el diario presentó una entrevista con la tripulación del bombardero británico que había hundido el navío de guerra alemán Tirpitz.
Con el final del conflicto, Expressen pasa al sensacionalismo, con una línea editorial marcadamente liberal y de centroderecha, y se convierte en el diario de mayor tirada y difusión en el país. También adopta algunos de sus símbolos característicos, como una abeja, y establece corresponsalías en puntos como Londres y Nueva York. A ellas se suma actualmente una en la ciudad de Pekín.
En la década de 1990 Expressen pierde el liderazgo en favor de Aftonbladet, y sufre una fuerte crisis en la que se suceden hasta cinco directores distintos. Tras la dimisión en 1991 de su director, Bo Strömstedt, el diario trató de recuperar el liderazgo sin éxito con diversos cambios. La línea editorial varió en distintas ocasiones, pasando de un radicalismo contra la inmigración a comienzos de la década, a eliminar la coletilla de liberal para autoproclamarse como diario independiente. La crisis del diario no se solucionó hasta 2002, con la llegada a la dirección del periodista Otto Sjöberg, procedente de Aftonbladet, que consiguió recuperar lectores gracias al periodismo de investigación, noticias de la prensa rosa y su cobertura de la información deportiva.
En la actualidad, la tirada ha aumentado hasta situarse en segunda posición. Además de Expressen, el diario lanza suplementos como el semanal Fredag, y participa en el accionariado del canal deportivo TV4 Sport, perteneciente a TV4 del grupo Bonnier.

## Crítica
Como diario sensacionalista, a Expressen se le ha criticado su estilo y su forma de actuar a la hora de tratar y mostrar la información. En 2005, el diario publicó una información sobre una supuesta intoxicación etílica del actor Mikael Persbrandt que era falsa. Tras llevar al director Otto Sjöberg a juicio, el artista tuvo que ser indemnizado con 75.000 coronas suecas y el tabloide se vio obligado a publicar sus disculpas y una rectificación.

## Kvällsposten
Kvällsposten, fundada en 1948, es, desde 1998, una edición del Expressen distribuida en el sur de Suecia, incluidos los condados de Skåne y Blekinge. Sus oficinas editoriales están en Malmö.